# Rueda (Valladolid)
Rueda é um município da Espanha na província de Valladolid, comunidade autónoma de Castela e Leão, de área 90,70 km² com população de 1402 habitantes (2007) e densidade populacional de 16,00 hab/km².

## Demografia
| Variação demográfica do município entre 1991 e 2004 | Variação demográfica do município entre 1991 e 2004 | Variação demográfica do município entre 1991 e 2004 | Variação demográfica do município entre 1991 e 2004 |
| --------------------------------------------------- | --------------------------------------------------- | --------------------------------------------------- | --------------------------------------------------- |
| 1991                                                | 1996                                                | 2001                                                | 2004                                                |
| 1575                                                | 1514                                                | 1432                                                | 1451                                                |